# Comicforschung
Die Comicforschung ist die wissenschaftliche Auseinandersetzung mit der literarisch-künstlerischen Ausdrucksform Comic. Neben der direkten Auseinandersetzung mit Comics sind diese auch als Referenzmaterial für kunstgeschichtliche, publizistische und soziologische, semiotisch-linguistische und kulturhistorische Untersuchungen von Bedeutung.

## Comicforschung in Deutschland
Die Geschichte deutscher Comics wird nach wie vor nur ansatzweise erforscht; wo dies doch der Fall ist, wird der Forschung häufig nostalgische Verklärung vorgeworfen. Dabei hat die Comicforschung längst in die seriöse Literaturrezeption Eingang gefunden und wird breit und vielfältig in den Medien aufgegriffen.
Wichtige Wegbereiter der Comicforschung sind Andreas C. Knigge, der lange für den einflussreichen Carlsen Verlag arbeitete und von 1974 bis 2013 das Comic-Fachmagazin Comixene herausgab, ferner Volker Hamann, der mit der Edition Alfons und seinen Fachmagazinen der Comic-Rezeption, wie beispielsweise dem Fachmagazin Reddition spätestens seit Ende der 1980er-Jahre der Comicforschung ein Forum bietet, und auch der Literaturhistoriker und Herausgeber Eckart Sackmann, der seit 2005 regelmäßig ein Jahrbuch Deutsche Comicforschung veröffentlicht, mit dem die Lücken in der Erforschung des Mediums speziell im deutschsprachigen Raum geschlossen werden sollen. Jeder Band der dieser Reihe erfasst ein breites Spektrum an deutschen Comics, von sehr frühen bis zu neueren Beispielen. Dabei folgt Sackmann dem erweiterten Comicbegriff, der seit einiger Zeit von Scott McCloud und der internationalen Forschungsgruppe Platinum vertreten wird. Weitere wichtige Beiträge zur Comicforschung finden sich in Comicmagazinen wie dem The Comics Journal (englisch, ISSN 0194-7869). Allerdings lassen sich Wissenschaft und Journalismus beziehungsweise Fandom nicht immer klar zu trennen. Ganz der wissenschaftlichen Comicforschung gewidmet sind das 1999 gegründete International Journal of Comic Art (ISSN 1531-6793) und das 2004 gegründete E-Journal ImageTexT (ISSN 1549-6732).
Neben den Aktivitäten der oben genannten Herausgeber, Publizisten und Magazine widmen sich seit einigen Jahren auch verschiedene universitäre und außeruniversitäre Institutionen der Comicforschung. Wichtige Institutionen im deutschsprachigen Raum sind beispielsweise das Institut für Jugendbuchforschung in Frankfurt und das Wilhelm-Busch-Museum in Hannover. Am Institut für Germanistik der Universität Hamburg existiert seit 1990 die von Jens Balzer und Ole Frahm mitbegründete Arbeitsstelle für Graphische Literatur (ArGL), die eine eigene Spezialbibliothek („Bédéthek“) mit rund 12.000 Medieneinheiten besitzt. Diese Institutionen stehen häufig mit den Herausgebern der oben genannten Magazine und Verlage in regem Austausch. Zwar sind eigenständige Einrichtungen explizit für die Comicforschung an Universitäten rar, Comicforschung wird jedoch in den letzten Jahren auch zunehmend in anderen akademischen Fachbereichen, etwa in der (Sprach- und Literaturwissenschaft), sowie der Medienwissenschaft und der Pädagogik betrieben. Zu den Themengebieten gehören die Analyse verschiedener Formen von Comics und ihrer Rezeption, grafischer Erzählstrategien und Stilmittel, bestimmte Autoren und Stilrichtungen sowie Untersuchungen zur Geschichte der Comics.
Um die verschiedenen Akteure zusammenzubringen und miteinander zu vernetzen, wurde in Deutschland am 11. Februar 2005 in Koblenz von acht Comic-Experten aus dem gesamten Bundesgebiet die Gesellschaft für Comicforschung (ComFor) gegründet, die interdisziplinäre Forschung betreibt und Disziplinen wie Bild- & Literaturwissenschaften, angewandte Linguistik, Kunstgeschichte, Volkskunde, Zeitungs- und Geschichtswissenschaft einbezieht. Die Gesellschaft macht es sich zur Aufgabe, die Comicforschung im deutschsprachigen Raum zu fördern und zu vernetzen.

## Schweiz
In der Schweiz wurde 1999 das Comicarchiv Centre BD de la Ville de Lausanne gegründet.

## Schriften
Als Standardwerk der Comicforschung gilt u. a. Understanding Comics (1993, auf dt. als Comics richtig lesen erschienen) von Scott McCloud, das selbst in Form eines Comics geschrieben ist. Darüber hinaus können folgende bedeutende Schriften genannt werden: 
- Julia Abel, Christian Klein (Hrsgg.): Comics und Graphic Novels. Eine Einführung. J.B. Metzler, 2016, ISBN 978-3476025531.
- Ole Frahm: Die Sprache des Comics, Philo Fine Arts, 2010, ISBN 978-3865726568.
- Dietrich Grünewald (Hrsg.): Struktur und Geschichte der Comics. Beiträge zur Comicforschung. Ch. A. Bachmann Verlag, Bochum 2010, ISBN 978-3-941030-04-6.
- Scott McCloud: Comics richtig lesen. (Die unsichtbare Kunst). 5. Auflage, veränderte Neuausgabe. Carlsen, Hamburg 2001, ISBN 3-55174817-9 (Carlsen Comics).
- Eckart Sackmann (Hrsg.): Deutsche Comicforschung. comicplus+, Hildesheim 2004–2013, Leipzig 2014– (erscheint jährlich), ZDB-ID 2297283-3.